# Сарнет, Райнер
Райнер Сарнет (эст. Rainer Sarnet, 3 марта 1969, Раквере, Эстонская ССР, СССР) — эстонский режиссёр кино и театра, лауреат национальных и международных премий. Его фильм «Ноябрь» был выдвинут от Эстонии на соискание Премии Американской академии кинематографических искусств и наук «Оскар», но не вошёл в шорт-лист лучших фильмов на иностранном языке.

## Биография
Райнер Сарнет родился в эстонском городе Раквере в 1969 году. Режиссёр вспоминает его как маленький городок, где всё находилось «на расстоянии вытянутой руки». Особенно большое влияние на подростка оказал, по его словам, средневековый замок в Раквере, полуразрушенный и доступный для детей во время игр.
Сарнет окончил среднюю школу № 3 в Раквере, а затем Таллинский педагогический университет в 1998 году по специальности «кинорежиссура». Работал художником-мультипликатором, позже поступил на режиссёрские курсы. После их окончания снял несколько выпусков мультипликационных сериалов. К изучению монтажа и других элементов кинопроизводства Райнер приступил после поступления в школу кино, основанную Арво Ихо. Первым игровым фильмом Сарнет стала десятиминутная немая лента «Морская болезнь» (эст. «Merehaigus»). Копия оригинала фильма, участвовавшая в кинофестивалях, была утеряна, однако сохранилась её видеоверсия, которая была издана на DVD.
В 2005 году Сарнет поставил полнометражный телевизионный фильм «Проклятие оборотня» (эст. «Libahundi needus»). Годом позже Райнер снял киноновеллу «Неуловимое чудо» (эст. Tabamata ime) по одноимённой пьесе Эдварда Вильде 1912 года, посвященной проблемам национальной культуры. Его работа вместе с фильмами ещё ряда эстонских режиссёров вошла в одноимённый киноальманах.
Ещё год спустя, в 2007 году режиссёр снял свой первый полнометражный художественный кинофильм «Куда уходят души» (эст. «Kuhu põgenevad hinged»), который повествует о сложном процессе взросления современной девочки-подростка: на фоне рождения матерью 15-летней главной героини фильма ребёнка от её отчима режиссёр «создает и выносит на суд зрителя особый женский мир», сложное переплетение чувств ревности, одиночества, потребности во внимании — «неотъемлемых частей человеческой сути».

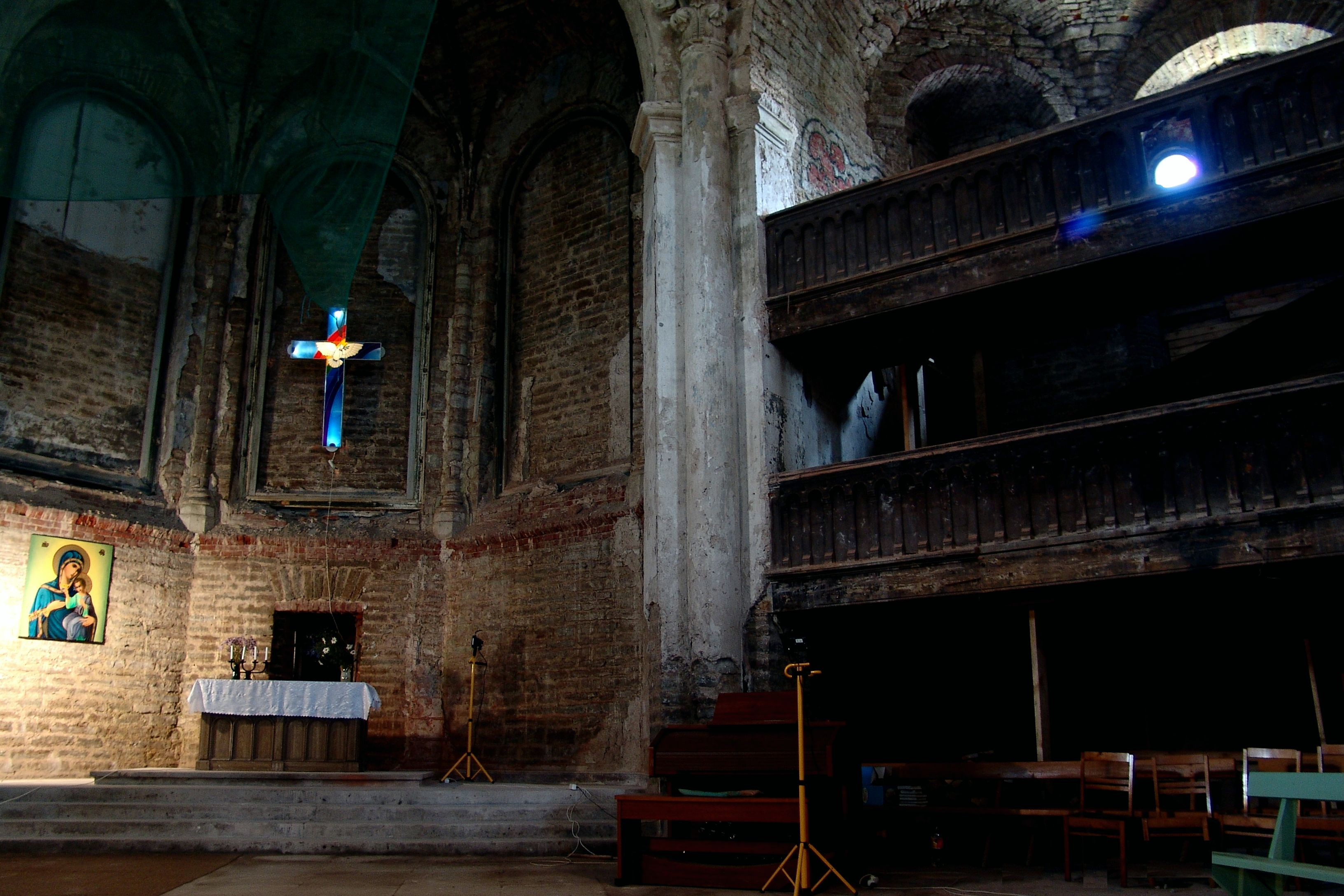
Александровский собор, где проходили съёмки фильма «Идиот». Интерьер

Следующей работой режиссёра стал фильм «Идиот» (эст. «Idioot») по роману Фёдора Достоевского, увидевший свет в 2011 году. Все сцены этого фильма, включая парковые, снимались в Александровском лютеранском соборе Нарвы. Съёмки фильма в ограниченном пространстве Сарнет объяснял желанием не только сэкономить время и деньги, но и желанием создать психологическую и концентрированную кинокартину, «близкую к театральному представлению». На Таллинском кинофестивале «Тёмные ночи» кинооператор фильма Март Таниэль получил награду за лучшую работу.
В 2017 году Райнер Сарнет снял чёрно-белую притчу «Ноябрь» (эст. «November») совместного производства Эстонии, Польши и Нидерландов. В основу сценария фильма была положена книга эстонского писателя Андруса Кивиряхка «Гуменщик, или Ноябрь» (эст. «Rehepapp ehk November», 2000). Фильм был включён в конкурсную программу Международного кинофестиваля Трайбека, где оператор фильма получил Приз жюри. Фильм демонстрировался в США и привлёк внимание кинокритиков. Оператор фильма был также удостоен награды Общества кинематографистов США, на Кинофестивале в Вирджинии награды был удостоен сам Райнер Сарнет за режиссуру. На фестивале Фантаспорту фильм получил две награды: Приз жюри и как Лучший художественный фильм, на международном Минском кинофестивале он стал победителем в двух номинациях — Гран-при и Приз Юрия Марухина. На Таллинском кинофестивале «Тёмные ночи» он был признан Лучшим эстонским фильмом. Обозреватель The New York Times отмечала в фильме красоту визуального решения, остроту поставленных нравственных проблем, умелое использование национального фольклора и безумие в стиле группы «Монти Пайтон».
Обозреватель The Hollywood Reporter нашёл в фильме мотивы и влияние раннего творчества канадского режиссёра-экспериментатора Гая Мэддина и фильмов чешского аниматора Яна Шванкмайера. Он отмечает необычный образ примитивного робота — кратта. Сделанный из того, что оказывается под рукой у крестьянина (черепа животного, граблей и ржавых ножей), он получает жизнь от колдуна с помощью магии, за которую нужно заплатить душой и подписать договор кровью. Кратт неустанно работает, но если человек не сможет занять его работой, то он способен превратиться в зло, и даже совершить убийство своего хозяина. По мнению критика из The Boston Hassle «этот фильм не похож ни на что, что я когда-либо видел». Он характеризует фильм как повествование о любви, сопровождающееся серией причудливых виньеток из суеверий, эпизодов жестокой борьбы эстонских крестьян за выживание и элементов повседневной жизни эстонской деревни XIX века. Главная героиня фильма, — крестьянка по имени Лиина, влюбляется в односельчанина Ганса, который, в свою очередь, влюбился в немецкую баронессу. Героиня пытается использовать магию в борьбе за любимого человека. Немецкий барон живёт в огромной, хотя и пришедшей в упадок усадьбе, пассивно наблюдая за хаосом, который его окружает, он никогда не вмешивается в происходящее вокруг него. Барон настолько оторван от реальности, что не замечает, как эстонцы пробираются в его дом и на его землю, похищая всё, что попадается под руку.
«Ноябрь» получил премию эстонских кинокритиков как лучший фильм 2017 года, он был выдвинут от Эстонии на соискание Премии Американской академии кинематографических искусств и наук «Оскар», но не вошёл в шорт-лист лучших фильмов на иностранном языке.
Театральная деятельность Райнера Сарнета связана с первым частным театром Эстонии Театром фон Краля в Таллинне. В этом театре он поставил спектакли по символистской драме «Снег» Станислава Пшибышевского в 2005 году, «Мать» по роману Максима Горького в 2005 году и по пьесе «Что произошло после того, как Нора покинула своего мужа, или Столпы общества» Эльфриды Елинек в 2008 году.

## Личная жизнь
Режиссёр предпочитает не распространяться о личной жизни. Он так пересказывает свою биографию:

«За 48 лет существования Райнер Сарнет поставил пять фильмов, жил с тремя женщинами, накопил около десяти друзей, страстно любил Фассбиндера и ставил в театре пьесы Пшибышевского, Горького и Елинек. В киношколе его считали вундеркиндом, но он получил возможность это доказать только 15 лет спустя фильмом „Идиот“».— Олег Сулькин. Райнер Сарнет: «Эстонская мифология щедра на ужасы и нравоучения»

## Особенности творчества
Режиссёр сочетает работу в кино и театре, признавая, однако, принципиальное различие между ними. По его словам, в театре месяцами находишься в одном помещении с актёрами, общение с которыми носит чрезмерно интенсивный характер, а репетиции утомляют. В кино возможность менять место съёмок и монтаж придают, напротив, динамизм работе.
Среди источников своего вдохновения режиссёр называет фильмы Андрея Тарковского, Джима Джармуша и Райнера Вернера Фассбиндера, в творчестве которого отмечает театральность и необычную игру артистов. Также он выделяет такие советские комедии, как «Афоня», «Бриллиантовая рука» и «Служебный роман». Съёмки одного и того же пейзажа режиссёр иногда проводит в разных местах. Так, ландшафт «Ноября» снимался в Валгамаа — национальном парке Карула, в Рокка-аль-Маре, в Эстонском музее под открытым небом, на мызах Малла и Колга, а также на мызе Луке (Тартумаа). Затем эти пейзажи были соединены в единое целое посредством монтажа. Часто Сарнет снимает в своих фильмах непрофессиональных актёров. Чёрно-белое кино режиссёр воспринимает как возможность передать реалии прошлого, вымысел и фантазию.

## Фильмография
Полнометражные художественные кинофильмы:

| Год  |   | Русское название | Оригинальное название      | Роль                |
| ---- | - | ---------------- | -------------------------- | ------------------- |
| 2007 | ф | Куда уходят души | эст. Kuhu pogenevad hinged | режиссёр, сценарист |
| 2011 | ф | Идиот            | эст. Idioot                | режиссёр, сценарист |
| 2017 | ф | Ноябрь           | эст. November              | режиссёр, сценарист |